# Jullovsmorgon
Jullovsmorgon är en serie barnprogram som visas i SVT på morgnarna då skolorna i Sverige har jullov. Främsta målgruppen är jullovslediga barn. Motsvarande företeelser under sommarlovet heter sommarlovsprogram.
Genom åren har programmet bestått av antingen fristående kortfilmer och TV-serier, ibland men inte alltid presenterade av en eller flera programledare som knöt ihop dem till ett enhetligt program, eller av nyinspelade program utan kortfilmer. TV-serierna visades under varje jul- och nyårshelg åren mellan 1970–1971 och 2008–2009.
Programmet återupptogs i december 2024.

## Förteckning
- 1970 - Gomorron jul med Anita och Televinken
- 1971–1974 - Där är du, här är jag med Beppe Wolgers
- 1974–1975 - Jul på Sverige med Jan Bergquist
- 1975–1976 - Hej jul med Eva Rydberg
- 1976–1977 - Trazan Apansson - julens konung med Lasse Åberg och Klasse Möllberg
- 1977–1978 - Ville, Valle och Viktor med Jörgen Lantz, Anders Linder och Hans Wigren
- 1978–1979 - Julkul med Staffan & Bengt med Staffan Ling och Bengt Andersson
- 1979–1980 - Clara, Valle & Sillen med Monica Dominique, Bert-Åke Varg och Michael Omota
- 1980–1981 - Jul igen hos Julofsson med Louise Raeder
- 1981–1982 - Jul igen hos Julofsson med Louise Raeder
- 1982–1983 - Trazan och Banarne med Lasse Åberg och Klasse Möllberg
- 1983–1984 - TV-piraterna med Anne-Lie Rydé
- 1984–1985 - Toffelhjältarna med Per Dunsö och Ola Ström
- 1985–1986 - Morgonstjärnan med Pernilla Wahlgren och Thorsten Flinck
- 1986–1987 - Toffelhjältarna går igen med Per Dunsö och Ola Ström
- 1987–1988 - Sesam
- 1988–1989 - Midvinterbio med Lennart R. Svensson
- 1989–1990 - Midvinterbio med Anders Forsslund
- 1990–1991 - Pippi Pelikan åter i stan med Louise Raeder
- 1991–1992 - Pippi Pelikan och Didrik Domherre med Louise Raeder
- 1992–1993 - Jullovsmorgon: Ikas TV-kalas med Ika Nord
- 1993–1994 - Jullovsmorgon med Carina Molander
- 1994–1995 - Jullovsmorgon med Anita Lindman
- 1995–1996 - Midvinterbio med Lennart R. Svensson (repris från 1988-1989)
- 1996–1997 - Jullovsmorgon med Katti Bohman och Ulf Turesson
- 1997–1998 - Jullovsmorgon med Eva Melander och Andreas Tottie
- 1998–1999 - Jullovsmorgon med Bella och Theo
- 1999–2000 - Änglar på rymmen med Erika Höghede och Åsa Martinusen
- 2000–2001 - Jullovsmorgon med Lisa och Sixten
- 2001–2002 - Det spökar i jullovsmorgon
- 2002–2003 - Expedition Kekkaluokta med Peter Sjöquist och Magdalena Johannesson
- 2003–2004 - Jullovsmorgon från TV-skeppet
- 2004–2005 - Jonas jullov med Jonas Leksell
- 2005–2006 - Jullovsmorgon med Olivia Rismark, Douglas Dracke, Nadine Kirschon och Philip Panov
- 2006–2007 - Aktiebolaget Häxan Surtant med Katrin Sundberg och Torbjörn Harr
- 2007–2008 - Budfirman Bums jullov med Doris & Knäckebröderna
- 2008–2009 - Träskändan
- 2024–2025 - Jullovshotellet